# 너의 등짝에 스매싱
《너의 등짝에 스매싱》는 2017년 12월 4일부터 2018년 3월 1일까지 방송되었던 TV조선 일일 시트콤이었다.

## 출연진

### 주요 인물
- 박영규 : 박영규(63세) 역 - 전 치킨집 사장, 현경과 슬혜의 아버지
- 엄현경 : 박현경(26세) 역 - 청년백수, 영규의 둘째 딸
- 황우슬혜 : 박슬혜(31세) 역 - 미&왕 성형외과피부과 상담실장, 영규의 첫째 딸
- 박해미 : 박해미(57세) 역 - 미&왕 성형외과피부과 이사장, 왕대의 어머니
- 줄리안 퀸타르트 : 박왕대 (줄리안) (30세) 역 - 미&왕 성형외과피부과 원장, 슬혜의 남편
- 권오중 : 권오중(41세) 역 - 영화감독, 도연의 남편
- 장도연 : 장도연(37세) 역 - 미&왕 성형외과피부과 간호사, 해미의 먼 친척
- 이현진 : 이현진(30세) 역 (아역 김단율) - 미&왕 성형외과피부과 전문의
- 김나영 : 김나영(34세) 역 - 배우
- 조정치 : 가면남 역 - 현경의 안과 주치의
- 이선용 : 이선용(58세) 역 - 영규의 아내, 현경과 슬혜의 어머니

### 미&왕 성형외과피부과 식구들
- 윤서현 : 윤서현(40세) 역 - 전문의
- 한지완 : 큰 이자영(29세) 역 - 간호사
- 채송화 : 작은 이자영(26세) 역 - 간호사

### 그 외 인물
- 김정민 : 연쇄살인사건 담당 형사 역
- 샘 해밍턴 : 존 역 - 박해미의 전남편, 박왕대의 아버지
- 김서윤
- 염정구
- 육미라 : 신규 프랜차이즈 아이디어 공모전 심사위원 역
- 황준필
- 위서빈
- 강민정
- 이타
- 김나경
- 정호
- 조훈성 : 권오중의 친구 역
- 최임화
- 홍부향
- 블랙식스
- 옥주리 : 이웃 아줌마 역
- 이가경 : 전자제품매장 직원 역
- 김태훈
- 류대산 : 유대성 기자 역
- 이승철
- 문수종
- 김영희
- 윤부진
- 이성우
- 김유림
- 임강헌
- 박정재
- 이보혜
- 박상준
- 윤동영
- 정영금 : 해미네 가사도우미 역
- 신효민
- 정명준 : 투자자 역
- 다리오 리 : 박왕대 친구 역
- 최혜정
- 임시우
- 류민정
- 이선화
- 신하연 : 신하연 역 - 살인사건 피해자
- 김기철
- 리키시우
- 하진
- 박철민
- 이승훈
- 최남욱
- 박영수 : 영화감독 역
- 이태하
- 서왕석
- 서광재 : 홍석민 역
- 박경순
- 김은혜 : 블랙컨슈머 김은혜 역
- 김화영
- 주연아
- 이중열
- 신지연
- 유민주
- 조미녀
- 김연주
- 인성호
- 조희
- 박규점 : 경찰 간부 역
- 박익준
- 주성환 : 장도연의 배구 코치 역
- 조재현
- 이우제
- 윤예나
- 윤기원 : 영화감독 역
- 김광태
- 서혜진
- 노효윤
- 김효명
- 강동엽
- 주동희
- 봉은선 : 청소부 역
- 백기훈
- 서은율 : 범식 역
- 김건우
- 정영도 : 노숙인 자활 성금 기부행사 진행자 역
- 조부현
- 김문진
- 홍석연 : 노숙인 역
- 원종례 : 차관 부인 역
- 김재철 : 영화감독 (할리우드 진출) 역 - 권오중의 친구
- 우상욱 : 영화감독 (천만) 역 - 권오중의 친구
- 성창훈 : 영화감독 역 - 권오중의 친구
- 박성균 : 장도연의 둘째 형부 역
- 윤인조 : 장도연의 둘째 언니 역
- 정두겸 : 장도연의 아버지 역
- 김효진 : 장도연의 어머니 역
- 송현재 : 장도연의 동생 역
- 한그림 : 장도연의 올케 (동생의 아내) 역
- 홍솔
- 김영권
- 홍대성
- 정현석 : 국과수 연구원 역
- 류인영
- 윤지희
- 오슬기
- 이승희
- 이승형 : 이현진의 아버지 역
- 최익준
- 장주연
- 박진수
- 김성민 : 클럽 직원 역
- 황민 : 조지 황 역
- 이시영
- 김서정 : 장도연의 친구 역
- 오정원
- 문진희
- 정연훈
- 최윤빈
- 김용운
- 박주몽
- 배기범
- 김재흠
- 김오복
- 김지은
- 강철성 : 경찰 역
- 유재현 : 대종상 시상 방송국 부조실 프로듀서 역
- 강찬양
- 최대호
- 이창
- 한춘일 : 아파트 경비원 역
- 이광세 : 아파트 경비원 역
- 한태일 : 아파트 경비원 역
- 윤예인 : 아파트 부녀회장 역
- 김선녀 : 아파트 주민 역
- 현숙희 : 아파트 주민 역
- 김태겸 : 이현진의 친구 안과 의사 역
- 이강욱 : 권오중의 후배 역
- 이한샘 : 안과 병원 간호사 역
- 이윤상 : 방송사 드라마국 중역 역
- 정수인 : 큐레이터 역
- 정은숙
- 송경화
- 이경준
- 한동규
- 양대혁 : 병원 간호사 역
- 신선희
- 민영 : 미술학원 원장 역
- 이혜라
- 최인숙
- 김보민
- 이원국
- 이정섭
- 나석주
- 서민경
- 성송평
- 장해송 : 통역사 역
- 김세준
- 최현영
- 이우진
- 이은실
- 박미나
- 현명임
- 권영경
- 지성근
- 박상봉
- 민정섭
- 정희나
- 김득겸
- 오승찬
- 이창직
- 장준호
- 오유미
- 박용진
- 권오수
- 김정구
- 엄태우
- 권진우
- 서병덕
- 정희란
- 최병준
- 강문경 : 박영규의 친구 역
- 전민협
- 이마루
- 박은혜
- 천예원
- 김아람
- 김태랑
- 문에스더 : 박현경과 인터넷방송을 같이 출연하는 친구
- 김홍수 : 가라오케 주인 역
- 이승준
- 김지헌
- 이은숙
- 김용진
- 여운복
- 안수빈
- 정석규
- 박원호
- 유금
- 김준표
- 동윤석
- 서진욱
- 이채경
- 이정성
- 선우용녀 : 오중의 어머니 역
- 정인 : 안과 병원의 안내데스크 간호사 역
- 김태겸

### 특별출연
- 이홍렬 : 영화사 대표 역
- 김광규 : 경찰 역 (1, 3회)
- 노형욱 : 권오중의 후배 윤기 역 (3회)
- 김풍 : 김풍 역 - 장도연의 대학 선배 (11회)
- 윤유선 : 이현진의 어머니 역 (15회)
- 장항준 : 장항준 역 - 영화감독 (23회)
- 황현희 : 환자 역
- 안내상 : 김진우 역
- 오영실 : 가정부 역
- 윤시윤 : 윤시윤 역

## 시청률
최저 시청률과 최고 시청률은 시청률 조사회사와 지역별로 시청률에 차이가 있을 수 있습니다.
| 2017년        | 2017년    | 2017년     | 2017년      |
| 회차          | 방송일    | AGB 시청률 | TNmS 시청률 |
| ------------- | --------- | ---------- | ----------- |
| 1화           | 12월 4일  | 1.133%     | 1.5%        |
| 2화           | 12월 5일  | 1.542%     | 1.7%        |
| 3화           | 12월 6일  | 1.288%     | 1.4%        |
| 4화           | 12월 7일  | 0.764%     | 1.1%        |
| 5화           | 12월 11일 | 1.311%     | 0.9%        |
| 6화           | 12월 12일 | 1.520%     | 1.1%        |
| 7화           | 12월 13일 | 0.791%     | 0.9%        |
| 8화           | 12월 14일 | 1.163%     | 1.0%        |
| 9화           | 12월 18일 | 0.858%     | 1.1%        |
| 10화          | 12월 19일 | 1.347%     | 1.0%        |
| 11화          | 12월 20일 | 0.939%     | 1.0%        |
| 12화          | 12월 21일 | 0.786%     | 0.9%        |
| 13화          | 12월 25일 | 0.830%     | 0.8%        |
| 14화          | 12월 26일 | 0.945%     | 0.7%        |
| 15화          | 12월 27일 | 0.483%     | 0.7%        |
| 16화          | 12월 28일 | 0.614%     | 0.7%        |
| 2018년        |           |            |             |
| 17화          | 1월 2일   | 0.943%     | 0.8%        |
| 18화          | 1월 3일   | 0.879%     | 1.1%        |
| 19화          | 1월 4일   | 0.591%     | 0.7%        |
| 20화          | 1월 8일   | 0.806%     | 0.8%        |
| 21화          | 1월 9일   | 0.654%     | 0.5%        |
| 22화          | 1월 10일  | 0.860%     | 1.2%        |
| 23화          | 1월 11일  | 0.748%     | 1.1%        |
| 24화          | 1월 15일  | 0.659%     | 1.1%        |
| 25화          | 1월 16일  | 0.506%     | 1.0%        |
| 26화          | 1월 17일  | 0.783%     | 1.0%        |
| 27화          | 1월 18일  | 0.647%     | 0.6%        |
| 28화          | 1월 22일  | 0.543%     | 0.9%        |
| 29화          | 1월 23일  | 0.716%     | 0.7%        |
| 30화          | 1월 24일  | 0.475%     | 0.8%        |
| 31화          | 1월 25일  | 0.441%     | 1.1%        |
| 32화          | 1월 29일  | 0.774%     | 1.0%        |
| 33화          | 1월 30일  | 0.740%     | 0.8%        |
| 34화          | 1월 31일  | 0.699%     | 0.7%        |
| 35화          | 2월 1일   | 0.541%     | 0.8%        |
| 36화          | 2월 5일   | 1.065%     | 1.4%        |
| 37화          | 2월 6일   | 0.668%     | 0.8%        |
| 38화          | 2월 7일   | 0.683%     | 0.7%        |
| 39화          | 2월 8일   | 0.733%     | 0.8%        |
| 40화          | 2월 12일  | 0.652%     | 0.7%        |
| 41화          | 2월 13일  | 0.503%     | 0.8%        |
| 42화          | 2월 19일  | 0.671%     | 0.8%        |
| 43화          | 2월 20일  | 0.441%     | 0.4%        |
| 44화          | 2월 21일  | 0.297%     | 0.3%        |
| 45화          | 2월 22일  | 0.337%     | 0.4%        |
| 46화          | 2월 26일  | 0.352%     | 0.9%        |
| 47화          | 2월 27일  | 0.291%     | 0.7%        |
| 48화          | 2월 28일  | 0.456%     | 0.9%        |
| 49화          | 3월 1일   | 0.535%     | 0.7%        |
| 50화          | 3월 1일   | 0.463%     | 0.9%        |
| 스페셜        |           |            |             |
| 박영규 외전   | 1월 1일   | 0.647%     | 1.0%        |
| 슬혜vs도연 편 | 2월 14일  | %          | %           |

## 이모저모
- 당초 제목이 〈닭치고 스매싱〉에서 《너의 등짝에 스매싱》으로 변경되었으며, 이는 대본의 완성도가 높아지면서 코믹 요소가 주를 이루는 시트콤 장르와는 달리 모두가 힘든 이 시대에 다양하고 웃픈 에피소드가 등장하면서 제목을 변경한 이유를 들었다.[3]